# Človek iz železa
Človek iz železa (tudi Železni človek, poljsko Człowiek z żelaza) je poljski dramski film iz leta 1981, ki ga je režiral Andrzej Wajda po scenariju Aleksandra Ścibor-Rylskega. V glavnih vlogah nastopata Jerzy Radziwiłowicz in Krystyna Janda. Film prikazuje gibanje Solidarność in njegove prve uspehe pri prepričevanje poljske vlade k priznanju pravice delavcev do neodvisnega sindikata. Nadaljuje zgodbo Macieja Tomczyka (Radziwiłowicz), sina Mateusza Birkuta, ki je protagonist Wajdinega predhodnega filma Človek iz marmorja iz leta 1977. Tu je Maciej mladi delavec, vključen v protikomunistično delavsko gibanje in med začetniki stavke v Ladjedelnici Gdansk ter namiguje na Lecha Wałęso, ki v filmu odigra samega sebe. V filmu je tudi pojasnjen nejasen konec filma Človek iz marmorja tako, da je bil Mateusz ubit med protesti leta 1970.
Film je bil premierno prikazan 27. julija 1981. Nastal je v kratkem obdobju skrhane komunistične cenzure, ki je trajalo od nastanka gibanja Solidarność avgusta 1980 do njegovega zatrtja decembra 1981, zato je bil lahko izredno kritičen do komunističnega režima. Poljska vlada ga je leta 1981 prepovedala. Na Filmskem festivalu v Cannesu je osvojil glavno nagrado zlata palma in tudi nagrado ekumenske žirije, izbran je bil za poljskega kandidata za oskarja za najboljši tujejezični film in na 54. podelitvi tudi nominiran za oskarja.

## Vloge
- Jerzy Radziwiłowicz kot Maciej Tomczyk / Mateusz Birkut
- Krystyna Janda kot Agnieszka
- Marian Opania kot Winkel
- Irena Byrska kot Mother Hulewicz
- Wiesława Kosmalska kot Wiesława Hulewicz
- Bogusław Linda kot Dzidek
- Franciszek Trzeciak kot Badecki
- Janusz Gajos kot podpredsednik radijskega komiteja
- Andrzej Seweryn kot kap. Wirski
- Marek Kondrat kot Grzenda
- Jan Tesarz kot Szef
- Jerzy Trela kot Antoniak
- Krzysztof Janczar kot Kryska
- Krystyna Zachwatowicz kot Hanka Tomczyk
- Bogusław Sobczuk kot redaktor TVP
- Lech Wałęsa kot on sam
- Anna Walentynowicz kot ona sama[6]